# H.H. Engelbewaarderskerk (Hazerswoude-Dorp)
De H.H. Engelbewaarderskerk is een rooms-katholieke kerk aan de Dorpsstraat 248 in Hazerswoude-Dorp.
De kerk werd gebouwd tussen 1879 en 1881. Het oorspronkelijk ontwerp kwam van architect Theo Asseler, die echter in 1879 overleed. De bouw werd daarop voltooid door Adrianus Bleijs. De kosten voor de bouw bedroegen fl. 49.026,-. Het is een eenbeukige kerk in neoromaanse stijl, met een half ingebouwde toren met twee geledingen en spits aan de voorzijde. De pastorie werd in 1891 gebouwd naar een ontwerp van A. Goldberg. Aan het begin van de 20e eeuw werd de kerk steeds verder verfraaid. De muren en plafonds werden beschilderd en er werden gebrandschilderde ramen geplaatst. Na de liturgische veranderingen van het Tweede Vaticaans Concilie werden in de jaren 1960 de muren wit gepleisterd en verdween het oorspronkelijke kerkmeubilair.
Het kerkorgel werd in 1904 voor het Sint-Elisabethgasthuis in Amsterdam gebouwd door de firma Maarschalkerweerd. In 1991 werd het orgel naar de Engelbewaarderskerk overgeplaatst.

## Bron
- Reliwiki - Hazerswoude, Engelbewaarderskerk
- H.H. Engelbewaarders Hazerswoude-Dorp - Historie van de parochie